# Virgen niña en éxtasis
La Virgen niña en éxtasis (Verge nena en èxtasi) és un quadre de Francisco de Zurbarán exposat en el Metropolitan Museum of Art de Nova York, Estats Units. Està pintat al oli sobre llenç i mesura 116,8 cm d'alçada per 94 cm d'amplada.

## Història
Zurbarán va pintar en l'última fase de la seva obra una sèrie de llenços dedicats a Maria, mare de Jesús durant la seva infància i en la seva vida familiar. Dintre d'aquest grup de quadres, encarregats tots per clients particulars, es troba aquesta Virgen niña en éxtasis. És molt similar a altres del mateix tema, i a més a més coincideix amb elles en les robes, i també en els motius brodats que adornen la seva brusa. La nena apareix resant, després d'haver interromput la seva costura femenina, amb el rostre absort i emmarcat per una aurèola d'angelets. Als seus peus estan escampades diverses floretes de colors, que a més a més d'adornar la imatge, simbolitzen les virtuts de la futura mare: flors blaves que indiquen fidelitat, flors grogues que signifiquen la intel·ligència i la maduresa, roses per a l'amor, assutzenes blanques per la seva virginitat. Aquests objectes que l'envolten són detalls de natures mortes, que d'ésser pintades aïlladament podrien formar bodegons de gran qualitat. El llenç apareix emmarcat en un cortinatge vermell, que evoca la cortina del temple, constituint una espècie d'altar camperol.